# Coi Leray

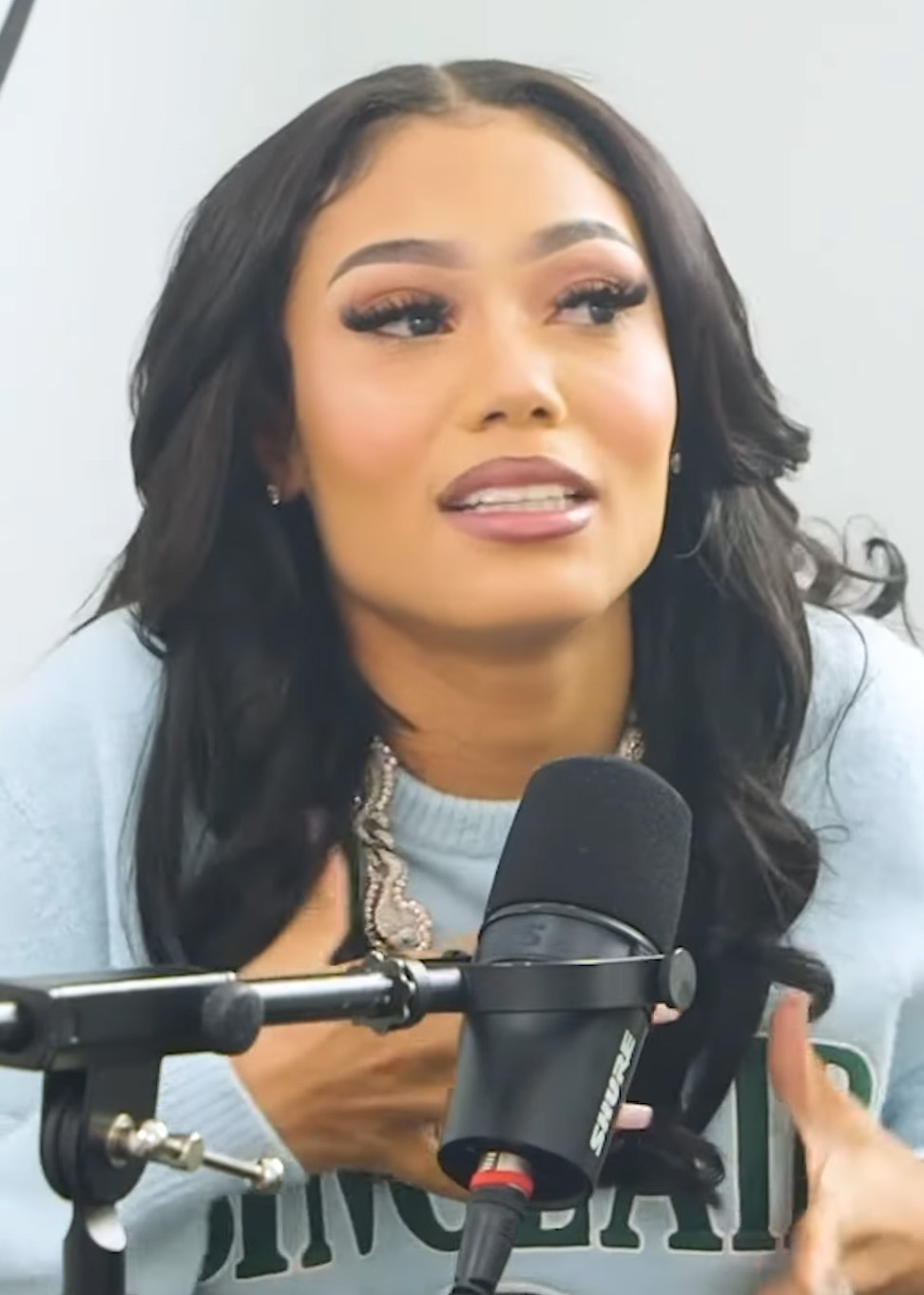
Coi Leray (2023)

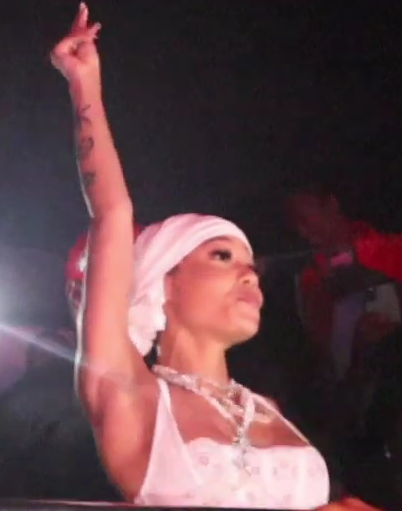
Coi Leray (2021)

Coi Leray Collins (* 11. Mai 1997 in Boston, Massachusetts) ist eine US-amerikanische Rapperin und Sängerin.

## Leben
Coi Leray Collins wurde 1997 in Boston Massachusetts geboren und wuchs in Hackensack, New Jersey auf. Sie ist die Tochter des Rappers und Musikproduzenten Benzino. Ihre Eltern ließen sich scheiden, nachdem Benzino das Magazin The Source, dessen Miteigentümer er war, verließ. Sie wuchs zusammen mit ihren fünf Brüdern bei ihrer Mutter auf. 2011 begann sie zu rappen und veröffentlichte ihre ersten Songs unter dem Namen Coi Leray zusammen mit ihrem Bruder Taj auf YouTube. Dies war jedoch nur von kurzer Dauer. Mit 16 verließ Collins die High School und begann als Verkäuferin zu arbeiten.
2018 beschloss sie es erneut als Musikerin zu versuchen und kündigte ihren Job. Ihre Debüt-Single G.A.N., eine Antwort auf DTB von A Boogie wit da Hoodie erschien 2018 über SoundCloud. Kurz darauf erschien auch ihr Mixtape Everythingcoz.
Ende 2018 erschien sie als Featuring von Ski Mask the Slump God und Jacquees auf dem Track Save the Day vom Soundtrack zum Film Spider-Man: A New Universe. 2019 folgte ihr zweites Mixtape EC2, das von 1801 Records und Republic Records veröffentlicht wurde. Anschließend spielte sie im Vorprogramm von Trippie Redd und erschien als Featuring auf dessen zweitem Album. Im März 2019 veröffentlichte ihre zweite Single Good Days.
2020 veröffentlichte sie Songs mit Fetty Wap und Keke Palmer. Im August 2020 erschien außerdem ihre Debüt-EP Now or Never.
Im Januar 2021 erschien ihre erste Hit-Single No More Parties, die Platz 26 der Billboard Hot 100 erreichte. Ein Monat später erschien ein Remix featuring Lil Durk. Der Song wurde schließlich in den Vereinigten Staaten mit Doppel-Platin ausgezeichnet. Es folgte im März 2021 der Song Big Purr (Prrdd) mit Pooh Shiesty, der Platz 69 erreichte. Im April 2021 trat sie bei The Tonight Show mit Jimmy Fallon mit No More Parties auf.
Bei den BET Awards 2021 wurde sie in den Kategorien Best Female Hip Hop Artist und Best New Artist nominiert, gewann jedoch beide nicht. Sie wurde außerdem bei den BET Hip Hop Awards 2021 als Best New Hip Hop Artist nominiert.
Am 18. März 2022 erschien eine Kollaboration mit Nicki Minaj, mit der sie erneut in die Charts einstieg. Ihr Debütalbum erschien am 8. April 2022 und erreichte Platz 89 der Billboard 200. International bekannt wurde sie durch die Single Players, die in Deutschland, Österreich, der Schweiz und im Vereinigten Königreich in die Charts kam. Players – ein Sample von The Message – wurde außerdem im Vereinigten Königreich mit einer Silbernen Schallplatte ausgezeichnet. Am 6. April 2023 kam die Single Baby Don’t Hurt Me von David Guetta zusammen mit Anne-Marie und ihr als Gastmusikerinnen heraus, ein Cover von What Is Love des Musikers Haddaway.

## Diskografie

### Studioalben
| Jahr | Titel Musiklabel             | Höchstplatzierung, Gesamtwochen, AuszeichnungChartsChartplatzierungen (Jahr, Titel, Musiklabel, Platzierungen, Wochen, Auszeichnungen, Anmerkungen) | Anmerkungen                         |
| Jahr | Titel Musiklabel             | US | Anmerkungen                         |
| ---- | ---------------------------- | --- | ----------------------------------- |
| 2022 | Trendsetter Republic Records | US89 (1 Wo.)US | Erstveröffentlichung: 8. April 2022 |
| 2023 | Coi Republic Records         | US102 (1 Wo.)US | Erstveröffentlichung: 23. Juni 2023 |

### Mixtapes
- 2018: Everythingcoz (Eigenproduktion)
- 2019: EC2 (Republic Records/1801)

### EPs
- 2020: Now or Never (Republic Records/1801)

### Singles
| Jahr | Titel Album                                            | Höchstplatzierung, Gesamtwochen, AuszeichnungChartplatzierungen (Jahr, Titel, Album, Platzierungen, Wochen, Auszeichnungen, Anmerkungen) | Höchstplatzierung, Gesamtwochen, AuszeichnungChartplatzierungen (Jahr, Titel, Album, Platzierungen, Wochen, Auszeichnungen, Anmerkungen) | Höchstplatzierung, Gesamtwochen, AuszeichnungChartplatzierungen (Jahr, Titel, Album, Platzierungen, Wochen, Auszeichnungen, Anmerkungen) | Höchstplatzierung, Gesamtwochen, AuszeichnungChartplatzierungen (Jahr, Titel, Album, Platzierungen, Wochen, Auszeichnungen, Anmerkungen) | Höchstplatzierung, Gesamtwochen, AuszeichnungChartplatzierungen (Jahr, Titel, Album, Platzierungen, Wochen, Auszeichnungen, Anmerkungen) | Anmerkungen                                                       |
| Jahr | Titel Album                                            | DE | AT | CH | UK | US | Anmerkungen                                                       |
| --- | ------------------------------------------------------ | --- | --- | --- | --- | --- | ----------------------------------------------------------------- |
| 2021 | No More Parties Trendsetter                            | — | — | — | UK85 (3 Wo.)UK | US26 ×2Doppelplatin · (20 Wo.)US | Erstveröffentlichung: 22. Januar 2021 Remix mit Lil Durk          |
| 2021 | Big Purr (Prrdd) Trendsetter                           | — | — | — | — | US69 Gold · (3 Wo.)US | Erstveröffentlichung: 26. März 2021 feat. Pooh Shiesty            |
| 2022 | Blick Blick! Trendsetter                               | — | — | — | — | US37 Gold · (3 Wo.)US | Erstveröffentlichung: 18. März 2022 feat. Nicki Minaj             |
| 2022 | Players –                                              | DE45 (17 Wo.)DE | AT44 (9 Wo.)AT | CH32 Gold · (15 Wo.)CH | UK7 Platin · (22 Wo.)UK | US9 Platin · (26 Wo.)US | Erstveröffentlichung: 30. November 2022                           |
| 2023 | Baby Don’t Hurt Me Unhealthy (Super Unhealthy Edition) | DE9 Gold · (58 Wo.)DE | AT13 Platin · (43 Wo.)AT | CH6 ×3Dreifachplatin · (60 Wo.)CH | UK13 Platin · (22 Wo.)UK | US48 (14 Wo.)US | Erstveröffentlichung: 6. April 2023 mit David Guetta & Anne-Marie |
| Folgende Lieder erschienen nicht als Single, wurden aber durch das Album zum Download und Streaming bereitgestellt und konnten somit eine Platzierung erlangen: |                                                        | | | | | |                                                                   |
| |                                                        | | | | | |                                                                   |
| 2023 | Self Love Spider-Man: Across The Spider-Verse          | — | — | — | — | US54 (4 Wo.)US | Charteinstieg: 17. Juni 2023 Metro Boomin feat. Coi Leray         |

Weitere Singles
- 2018: G.A.N.
- 2018: No Longer Mine
- 2018: Huddy
- 2019: Good Days Big (feat. Lil Gotit)
- 2019: Add It
- 2020: Messy
- 2020: Better Days (feat. Fetty Wap)
- 2020: Do Better
- 2020: Rick Owens
- 2020: Merry Xmas
- 2021: On Ice
- 2021: Beat It Up (feat. TruCarr)
- 2021: Bout Me
- 2021: Options (Remix) (feat. Earthgang & Wale)
- 2021: At the Top (feat. Kodak Black & Mustard)
- 2021: What U Want (feat. Lil Xxel & Tyga)
- 2021: Okay Yeah!
- 2021: Twinnem (US: Gold)
- 2022: Anxiety
- 2023: Nonsense (Remix) (feat. Sabrina Carpenter)

### Gastbeiträge
| Jahr | Titel Album                          | Anmerkungen                                                 |
| ---- | ------------------------------------ | ----------------------------------------------------------- |
| 2018 | Come Home –                          | Tatted Swerve feat. Coi Leray                               |
| 2018 | Games –                              | K Dos feat. Coi Leray                                       |
| 2019 | Scrapin’ the Glass The Dive          | Yvng Scuba feat. Coi Leray                                  |
| 2019 | Froze –                              | G-Wreck feat. Coi Leray                                     |
| 2019 | Watch My Drip –                      | Mike Rosa feat. Coi Leray                                   |
| 2019 | Sticky Virgo Tendencies, Pt. 1       | Keke Palmer feat. Coi Leray                                 |
| 2019 | Flip It –                            | Hotspot XD feat. Coi Leray, AlmightyHeezy und Kelow Latesha |
| 2020 | Lost in Time Pain?                   | Wifisfuneral feat. Coi Leray                                |
| 2020 | American Deli –                      | Chavo feat. Coi Leray                                       |
| 2020 | Contagious –                         | Lil Keyu feat. Coi Leray                                    |
| 2021 | Pose Love Me Yet                     | MCM Raymond feat. Coi Leray                                 |
| 2021 | Gimmy Licky –                        | Rek Banga feat. Coi Leray                                   |
| 2021 | Thieves in Atlanta –                 | Yung Bleu feat. Coi Leray                                   |
| 2021 | Brown Eyes –                         | Esther feat. Coi Leray                                      |
| 2021 | Tomboy –                             | Destiny Rogers feat. Coi Leray                              |
| 2021 | No More Stress –                     | Alrahim Wright III feat. Coi Leray                          |
| 2021 | All About Cake –                     | KyleYouMadeThat feat. Coi Leray und Kaash Paige             |
| 2021 | Attachments –                        | Pressa feat. Coi Leray                                      |
| 2021 | Freaky Deaky –                       | Enchanting feat. Coi Leray                                  |
| 2021 | Boss Bitch –                         | Rich the Kid feat. Coi Leray                                |
| 2021 | Triple S (Remix) Coochie Chronicles  | YN Jay feat. Coi Leray                                      |
| 2021 | 2055 (Remix) Still Sleep? (Deluxe)   | Sleepy Hallow feat. Coi Leray                               |
| 2021 | Ocean Prime Fat Niggas Need Love Too | Bfb Da Packman feat. Coi Leray                              |
| 2023 | Upnow –                              | DD Osama feat. Coi Leray                                    |

## Auszeichnungen für Musikverkäufe
| Goldene Schallplatte - Australien - 2024: für das Lied Self Love - Belgien - 2023: für die Single Players - Brasilien - 2024: für das Lied Self Love - Dänemark - 2024: für die Single Baby Don’t Hurt Me - 2024: für die Single Players - Griechenland - 2023: für die Single Players - 2023: für die Single Baby Don’t Hurt Me - Italien - 2023: für die Single Players - Polen - 2023: für die Single Twinnem - Vereinigte Staaten - 2023: für das Lied What’s My Name | Platin-Schallplatte - Australien - 2023: für die Single Baby Don’t Hurt Me - Frankreich - 2024: für die Single Players - Neuseeland - 2023: für die Single Players - Polen - 2023: für die Single Players - 2024: für die Single Baby Don’t Hurt Me - Portugal - 2024: für die Single Baby Don’t Hurt Me - Spanien - 2024: für die Single Baby Don’t Hurt Me 2× Platin-Schallplatte - Brasilien - 2024: für die Single Players - Italien - 2024: für die Single Baby Don’t Hurt Me - Kanada - 2024: für die Single Baby Don’t Hurt Me 3× Platin-Schallplatte - Kanada - 2023: für die Single Players 5× Platin-Schallplatte - Australien - 2024: für die Single Players Diamantene Schallplatte - Frankreich - 2024: für die Single Baby Don’t Hurt Me |

Anmerkung: Auszeichnungen in Ländern aus den Charttabellen bzw. Chartboxen sind in ebendiesen zu finden.
| Land/RegionAuszeichnungen für Musikverkäufe (Land/Region, Auszeichnungen, Verkäufe, Quellen) | Gold       | Platin       | Diamant  | Verkäufe  | Quellen                   |
| -------------------------------------------------------------------------------------------- | ---------- | ------------ | -------- | --------- | ------------------------- |
| Australien (ARIA)                                                                            | Gold1      | 6× Platin6   | —        | 455.000   | aria.com.au               |
| Belgien (BRMA)                                                                               | Gold1      | —            | —        | 20.000    | ultratop.be               |
| Brasilien (PMB)                                                                              | Gold1      | 2× Platin2   | —        | 100.000   | pro-musicabr.org.br       |
| Dänemark (IFPI)                                                                              | 2× Gold2   | —            | —        | 90.000    | ifpi.dk                   |
| Deutschland (BVMI)                                                                           | Gold1      | —            | —        | 300.000   | musikindustrie.de         |
| Frankreich (SNEP)                                                                            | —          | Platin1      | Diamant1 | 533.333   | snepmusique.com           |
| Griechenland (IFPI)                                                                          | 2× Gold2   | —            | —        | 20.000    | Einzelnachweise           |
| Italien (FIMI)                                                                               | Gold1      | 2× Platin2   | —        | 250.000   | fimi.it                   |
| Kanada (MC)                                                                                  | —          | 5× Platin5   | —        | 400.000   | musiccanada.com           |
| Neuseeland (RMNZ)                                                                            | —          | Platin1      | —        | 30.000    | aotearoamusiccharts.co.nz |
| Österreich (IFPI)                                                                            | —          | Platin1      | —        | 30.000    | ifpi.at                   |
| Polen (ZPAV)                                                                                 | Gold1      | 2× Platin2   | —        | 125.000   | olis.pl                   |
| Portugal (AFP)                                                                               | —          | Platin1      | —        | 10.000    | Einzelnachweise           |
| Schweiz (IFPI)                                                                               | Gold1      | 3× Platin3   | —        | 70.000    | hitparade.ch              |
| Spanien (Promusicae)                                                                         | —          | Platin1      | —        | 60.000    | elportaldemusica.es       |
| Vereinigte Staaten (RIAA)                                                                    | 4× Gold4   | 3× Platin3   | —        | 5.000.000 | riaa.com                  |
| Vereinigtes Königreich (BPI)                                                                 | —          | 2× Platin2   | —        | 1.200.000 | bpi.co.uk                 |
| Insgesamt                                                                                    | 15× Gold15 | 30× Platin30 | Diamant1 |           |                           |